# 马拉维国家图书馆
馬拉維國家圖書館（英語：National Library Service of Malawi）位於馬拉維首都利隆圭，是馬拉維的法定送存和版權圖書館。馬拉維國家圖書館由馬拉維國家圖書館服務委員會管理，該機構是根據1967年第31號議會法案成立。